# Sipha taurica
Sipha taurica är en insektsart. Sipha taurica ingår i släktet Sipha och familjen långrörsbladlöss. Inga underarter finns listade i Catalogue of Life.